# Tajvan kultúrája

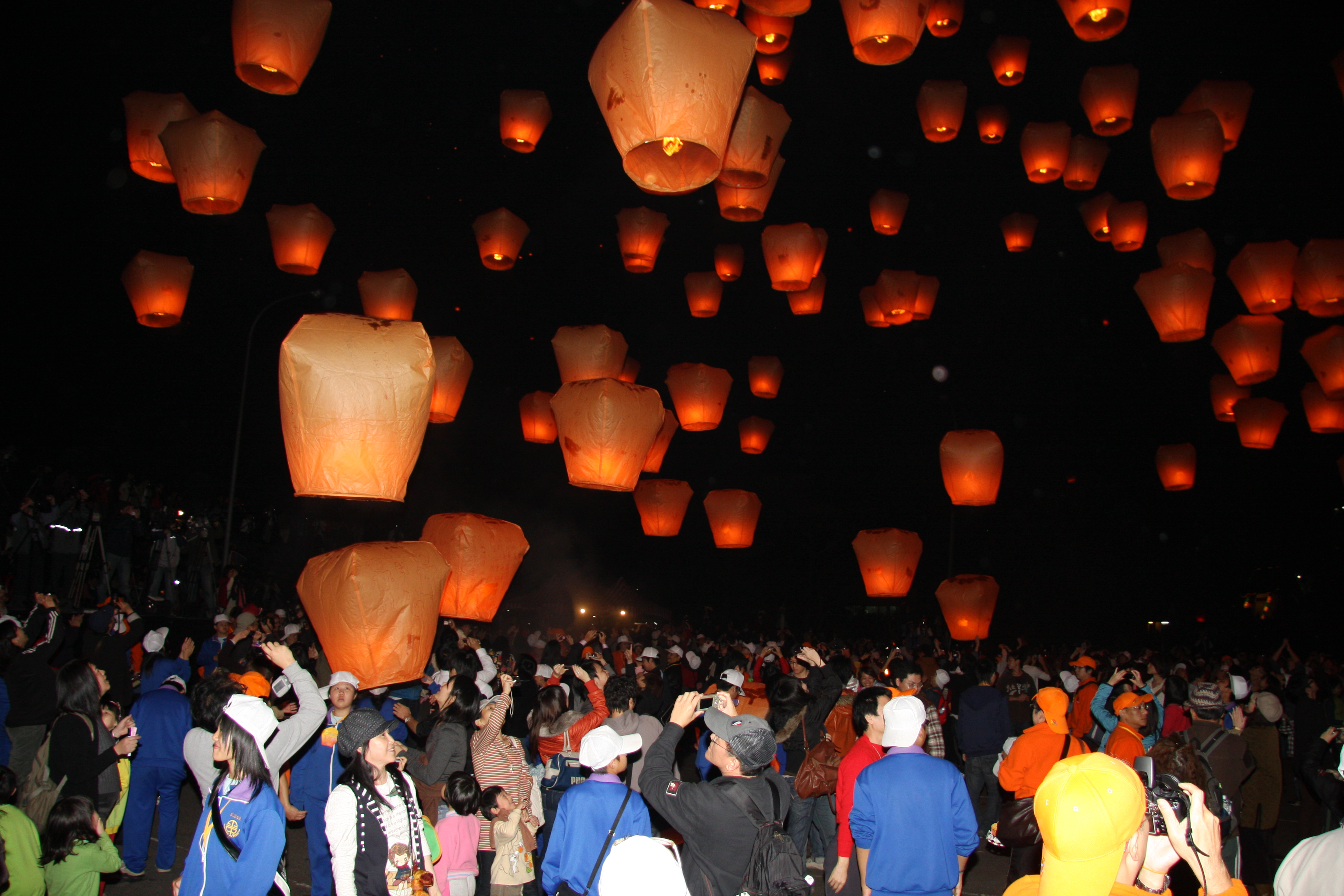
Égi lámpás fesztivál, Pingxi, Tajvan.

Tajvan kultúrája rendkívül sokszínű és egyedülálló, amely a han kínai, az őslakos tajvani, valamint a japán kulturális hatások keveredéséből alakult ki. A sziget történelme során különböző kultúrák és hatalmak befolyása alatt állt, ami mély nyomot hagyott a társadalom életében, szokásaiban és identitásában. A különféle történelmi korszakokban és politikai változások során a tajvani kultúra folyamatosan alkalmazkodott, új elemekkel gazdagodott, és így egy sajátos, egyedi kulturális identitás jött létre. Ez az identitás a mai napig fontos része Tajvan társadalmi kohéziójának, miközben a multikulturalizmus és a vallási sokféleség is hozzájárul ahhoz, hogy Tajvan kulturálisan gazdag és nyitott közösséggé váljon.

## Kulturális hatások és identitás
Tajvan kultúrája a han kínai és az őshonos tajvani kultúrák keveréke. Annak ellenére, hogy a kínai kulturális hatás domináns, az őslakos tajvani kultúra és a japán kultúra is jelentős befolyással voltak Tajvanra. A közös társadalmi-politikai tapasztalatok fokozatosan egy sajátos tajvani kulturális identitássá fejlődtek, amely széleskörű vitákat váltott ki a társadalomban. Az őslakos tajvaniak és a han kínai bevándorlók közötti interakciók hozzájárultak egy sajátos, egyedi kultúra kialakulásához, amelyben a tradíciók és az új hatások egyaránt jelen vannak.

## Politikai státusz és kulturális identitás

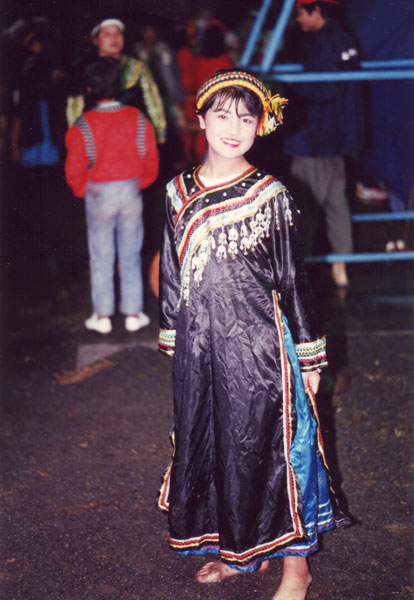
Bunun táncosnő hagyományos őslakos ruhában (1989)

Tajvan politikai státusza folyamatos vita tárgyát képezi, és ez jelentős hatást gyakorol a tajvani kulturális identitás fejlődésére. Hagyományosan a tajvani és kínai identitás közötti kettősség dominált, de az utóbbi években egy viszonylag apolitikus multikulturalizmus fogalmát javasolták alternatív nézőpontként. Ez lehetővé tette a szárazföldi kínaiak és más kisebbségi csoportok beilleszkedését a tajvani kultúrába, amelyet mint közösen birtokolt jelentésrendszerek és viselkedési minták összessége jellemez. Ennek az új megközelítésnek köszönhetően Tajvan befogadóbb társadalommá vált, amely összefogja a különféle kulturális hátterű csoportokat, és hozzájárul egy multikulturális társadalom létrejöttéhez.

## Gyarmatosítás és kulturális változások
Tajvan kultúráját és kulturális örökségét jelentős mértékben befolyásolták a gyarmatosítás és az imperializmus folyamatai. Az egymást követő gyarmati uralmak strukturális és pszichológiai hatásai mély nyomot hagytak Tajvan önképében és kulturális fejlődésében. A gyarmatosított időszakok során Tajvan gyakran a kulturális peremvidéken maradt, távol az aktuális rezsim polgári és kulturális központjaitól. Minden rezsimváltás eltolta Tajvan kulturális központját, és ezzel újabb és újabb kulturális hatásokkal gazdagította a szigetet. Ez a folyamatos változás és alkalmazkodás egy sokrétű és egyedülálló kulturális örökség kialakulásához vezetett.

## Japán gyarmati uralom és hatásai
1895-ben a Csing Birodalom átengedte Tajvant Japánnak, ami új korszakot nyitott a sziget kulturális történetében. Ezt megelőzően Tajvan kultúrája a Csing-kori han kínai gazdálkodók és a hegyvidéki őslakosok társadalmaira épült. Japán uralma alatt Tajvan jelentős mértékben átalakult, mivel a japánok modernizációs és nyugatosító törekvéseik részeként modern infrastruktúrát, oktatási rendszert és ipari bázist hoztak létre. A japán uralom jelentős hatást gyakorolt Tajvan gazdasági és kulturális fejlődésére, és a modern globális kultúra felé való elmozdulás kezdeteit jelentette. A japán hatás az oktatásra és a társadalmi szokásokra is kiterjedt, amely hatások a mai napig megfigyelhetők.

## Japán gyarmati korszak öröksége
A japán gyarmati korszak alatt Tajvanban számos kulturális és infrastrukturális fejlesztés történt, amelyek hosszú távú hatásai ma is érzékelhetők. Japán komoly erőfeszítéseket tett a gazdasági infrastruktúra és az ipari alapok kiépítésére, amely hozzájárult Tajvan gyors gazdasági fejlődéséhez. Az oktatási rendszer modernizációja segítette a magas szintű írástudás és a technológiai fejlődés előmozdítását, amelyek ma is fontos részei a tajvani társadalomnak. A japán kulturális hatások a mindennapi élet számos aspektusában jelen vannak, beleértve a szokásokat, az építészetet és az étkezési kultúrát.

## A Kínai Nemzeti Párt (KMT) uralma
A második világháború után a Kínai Nemzeti Párt (KMT) vette át Tajvan irányítását, ami új fejezetet nyitott a sziget kulturális fejlődésében. A KMT uralma alatt a tajvani kulturális kifejezéseket jelentősen korlátozták, és a mandarin nyelv oktatása vált kötelezővé, hogy a tajvani lakosságot "szinicizálják". A politikai rendszer a "Szabad Kína" és a "Kommunista Kína" közötti ellentétet hangsúlyozta, ezzel bemutatva Tajvant mint a hagyományos kínai értékek megőrzőjét. Ez az időszak azonban nemcsak politikai, hanem kulturális szempontból is meghatározó volt, mivel a KMT uralma alatt az állami propaganda irányította a kulturális tartalmakat, és erősen korlátozta a tajvani kulturális autonómiát.

## Demokratizálódás és kulturális megújulás
Az 1980-as évek demokratizálódása és a katonai törvény feloldása lehetőséget adott a tajvani művészek számára, hogy teljes művészi szabadságot élvezzenek. A gazdasági fellendülés az 1980-as és 1990-es években lehetővé tette a kulturális intézmények, például művészeti galériák, színházak és múzeumok fejlődését. Ezek az intézmények jelentős szerepet játszottak Tajvan kulturális életének gazdagodásában és a tajvani kulturális identitás erősítésében. A 21. századra a tajvani művészek új technológiákat és médiumokat kezdtek használni, amelyek segítségével globális szinten is elismertséget szereztek. A modern tajvani művészet a hagyományos kínai és tajvani elemeket a kortárs művészeti irányzatokkal ötvözi, ezáltal egy sokszínű és egyedi kulturális jelenséget hozva létre.

## Tajvanizáció és a tajvani identitás megerősödése
A Tajvanizáció mozgalma, amely az utóbbi évtizedekben vált jelentőssé, a társadalmi és kulturális változások egyik legfontosabb szimbóluma lett. A tajvanizáció célja, hogy Tajvan saját történelmét és kultúráját előtérbe helyezze, csökkentve a kínai kulturális dominanciát. A mozgalom kapcsolódik a tajvani függetlenséghez és a tajvani nacionalizmushoz, és célja, hogy a tajvaniak saját kulturális identitásukat erősítsék meg. Ez a folyamat számos változást hozott a társadalmi normákban és a kulturális intézményekben, hozzájárulva egy erős, önálló tajvani nemzeti identitás kialakulásához.

## Vallások és a vallási élet Tajvanon

A taoizmus jin és jang szimbóluma

A vallási élet Tajvanon rendkívül sokszínű. A buddhizmus, a taoizmus és a kínai népi vallások mellett jelentős számú keresztény közösség is megtalálható. A modern tajvani buddhizmus egyik jellegzetessége az emberközpontú buddhizmus, amely a társadalom közvetlen támogatását és a közösségi szolgálatot helyezi előtérbe. A vallási sokféleség és tolerancia jellemző Tajvanra, ahol a különböző vallási csoportok békésen élnek egymás mellett, és közösen vesznek részt közösségi eseményeken és ünnepségeken. A vallási élet ezen formái hozzájárulnak Tajvan kulturális sokszínűségéhez és társadalmi kohéziójához, amely a tajvani identitás egyik alapvető eleme.

## Tajvan vallása

#### Vallási összkép
Tajvan vallási életét a buddhizmus, a taoizmus, valamint a kínai vallás keveredése jellemzi. Ez utóbbi magában foglalja az ősök tiszteletét, valamint a Mazu-kultusz, a Wang Ye-kultusz és a Zhai Jiao-hagyományok követését. Bár a vallási gyakorlatok szinkretikus formában is jelen vannak, sokan külön-külön is követik a buddhizmust, a taoizmust vagy a népi vallási hagyományokat.

#### Humanista buddhizmus
A humanista buddhizmus Tajvan modern buddhizmusának egyik meghatározó irányzata. Ez az irányzat a kínai Taixu tiszteletreméltó szerzetestől (1890–1947) ered, aki a buddhista közösségek aktív társadalmi szerepvállalását szorgalmazta. Tanítványa, Yin Shun tiszteletreméltó, a humanista buddhizmus Tajvanra való elterjesztésének kulcsfigurája volt.

#### Kereszténység Tajvanon
Tajvanon jelentős keresztény közösségek is működnek, amelyek közül a legtöbb protestáns irányzatot követ (a lakosság 2,6%-a protestánsként azonosítja magát). A Presbiteriánus Egyház különösen fontos szerepet játszott az emberi jogok és a tajvani nyelvhasználat támogatásában. Ez különösen jelentős volt a japán uralom és a hadiállapot idején, amikor a mandarin kizárólagos használatát kényszerítették ki.

#### Nemzetközi vallási szervezetek
Több tajvani vallási szervezet terjesztette ki működését nemzetközi szintre. Ezek közé tartozik a Fo Guang Shan, a Tzu Chi Alapítvány, a Dharma Drum Mountain és a Chung Tai Shan. Ezek a szervezetek nemcsak templomokat hoztak létre szerte a világon, hanem humanitárius és misszionáriusi tevékenységeket is végeznek.

#### Vallási megoszlás
- Buddhista-taoista vallásgyakorlat: a lakosság 93%-a
- Keresztény vallás: 4,5%
- Egyéb vallások: 2,5%

## A Tajvani gasztronómia

#### Tajvani ételkultúra
A tajvani gasztronómia világszerte ismert és kedvelt eleme, a gyöngytejes tea (ismertebb nevén bubble tea vagy boba), az egyik legismertebb tajvani ital. Ez az édes tea ital gyakran tápiókagyöngyökkel készül, és számos változata létezik, világszerte elérhető.

#### Kínai hatások
Tajvan konyhája szorosan kötődik a kínai kulináris hagyományokhoz. Leginkább Kína déli és középső tartományai, különösen Fucsien tartomány hatása érződik. Ez a kapcsolat a szigetre irányuló kínai bevándorlás következtében alakult ki, különösen azután, hogy a Kínai Köztársaság kormányzata Tajvanra menekült. A változatos kínai régiók gasztronómiai öröksége mind megtalálható Tajvanon.

#### Japán hatás
Tajvan gasztronómiai kultúrájára jelentős hatást gyakorolt a japán gyarmati időszak is. Ebben az időszakban több japán ételkészítési technika és ízvilág honosodott meg Tajvanon, amely azóta is része a helyi gasztronómiának. Ez az egyedülálló keverék az ételek ízvilágában és az ételkészítési eljárásokban is tetten érhető.

#### Tajvan gasztronómiai sokszínűsége
A szigetország ételei híresek az ízek és textúrák változatosságáról. A helyi konyha a különböző kulturális hatások miatt különösen gazdag, miközben egyedi, tajvani sajátosságokat is magában foglal.

## Tajvani művészet

#### Tajvani művészet főbb jellemzői
A tajvani művészet rendkívül sokszínű örökséggel rendelkezik. Már legalább 30 000 évvel ezelőtt elkezdődtek a művészeti tevékenységek a sziget területén, amikor a Changbin-kultúra kőfaragói művészi alkotásokkal foglalkoztak. Körülbelül 5000 éve jelentek meg a jáde- és kerámiaművek.

#### Japán gyarmati időszak
A tajvani művészet intézményesítése a japán gyarmati időszakban kezdődött meg, amikor létrehozták az első képzőművészeti iskolákat. A japánok elhozták a szigetre az olaj- és akvarellfestészet technikáit, és a tajvani művészek nagy hatást gyakoroltak egymásra japán társaikkal. Ugyanakkor a japán gyarmatosítók nem hoztak létre felsőfokú művészeti képzést Tajvanon, így azoknak, akik magasabb szintű művészeti tanulmányokat kívántak folytatni, Japánba kellett utazniuk.

#### A nacionalisták hatása
1949-ben, amikor a nacionalisták Tajvanra menekültek, magukkal hozták Kína legrangosabb művészeit. Ők alapították meg Tajvan első művészeti főiskoláit és egyetemeit. Az amerikai katonai bázisok jelenléte miatt az Egyesült Államok kulturális és művészeti hatása is megjelent Tajvanon, például az absztrakt expresszionizmus révén.

#### Demokratizáció és művészeti fellendülés
Az 1980-as évek végén a demokrácia fejlődése és a hadiállapot feloldása révén a tajvani művészek először nyertek teljes szabadságot az önkifejezésre. Az 1980-as és 1990-es évek gazdasági fellendülése jelentős anyagi forrásokat biztosított a művészeti intézmények és mecénások számára, így 1990-re Tajvan Ázsia legnagyobb művészeti piacává vált.

#### Kortárs művészet
A 21. században Tajvan művészeti közössége elkezdte alkalmazni az új technológiákat és médiákat. Bár már nem Tajvané a legnagyobb művészeti piac Ázsiában, a tajvani gyűjtők ízlése kifinomultabbá vált, és az ország továbbra is Ázsia leginnovatívabb művészeti piacának számít. Az országban számos specializált kiállítóhely, például fotó- és kerámiamúzeum nyílt.